# Anomala fusitibia
Anomala fusitibia är en skalbaggsart som beskrevs av Lin 1992. Anomala fusitibia ingår i släktet Anomala och familjen Rutelidae. Inga underarter finns listade i Catalogue of Life.